# Хруст
Хруст, Хрустів (пол. Chrustów) — потік в Україні, у Тисменицькому районі Івано-Франківської області у Галичині. Лівий доплив Тлумача, (басейн Дністра).

## Опис
Довжина потоку 5 км, найкоротша відстань між витоком і гирлом — 4,59  км, коефіцієнт звивистості потоку — 1,09 . Формується багатьма безіменними струмками. Потік тече на Покутті.

## Розташування
Бере початок на південно-західній стороні від гори Надорожної (386 м) у листяному лісі. Тече переважно на південний схід і у західній частині міста Тлумач на висоті 243,4 м над рівнем моря впадає у річку Тлумач, праву притоку Дністра.
Населені пункти вздовж берегової смуги: Надорожна.